# Bourriot-Bergonce
Bourriot-Bergonce ist eine französische Gemeinde mit 319 Einwohnern (Stand 1. Januar 2022) im Département Landes in der Region Nouvelle-Aquitaine (vor 2016: Aquitanien). Sie gehört zum Arrondissement Mont-de-Marsan und zum Kanton Haute Lande Armagnac.
Der Name in der gascognischen Sprache lautet Borriòt-e-Bergonsa. Borriòt ist ein Diminutiv des gascognischen Worts boria (deutsch Stall, Bauernhof), Bergonsa stammt aus dem französischen Wort bruyère (deutsch Heidekraut) abgeleitet sein.
Die Einwohner werden Bourriotais und Bourriotaises genannt.

## Geographie
Bourriot-Bergonce liegt ca. 35 Kilometer nordöstlich von Mont-de-Marsan im Landstrich Gabardan und in den Landes de Gascogne der historischen Provinz Gascogne am nordöstlichen Rand des Départements an der Grenze zum Département Gironde.
Umgeben wird Bourriot-Bergonce von den Nachbargemeinden:
|         | Captieux (Gironde)                          | Maillas |
| Retjons | Kompassrose, die auf Nachbargemeinden zeigt | Losse   |
|         | Saint-Gor                                   |         |

Bourriot-Bergonce liegt im Einzugsgebiet des Flusses Adour.
Zuflüsse des Estampon durchqueren das Gebiet der Gemeinde,
- die Vialote, auch Ruisseau de Bergonce und Ruisseau de Vialote genannt, und seine Nebenflüsse,
  - der Ruisseau de Goualoun, der in Bourriot-Bergonce entspringt,
  - der Ruisseau de Comblats, der in Bourriot-Bergonce entspringt, und
  - der Ruisseau Re Nauton, der in Bourriot-Bergonce entspringt und auch Ruisseau de Nauton genannt wird, und
- der Lugaut, auch Ruisseau de Tauzie oder Ruisseau du Cabourrugue genannt, der in Bourriot-Bergonce entspringt und seine Nebenflüsse,
  - der Ruisseau de Pouchiou, der in Bourriot-Bergonce entspringt,
  - der Ruisseau de Bourriot, der in Bourriot-Bergonce entspringt,
  - der Ruisseau Dous Azes, der in Bourriot-Bergonce entspringt, und
  - der Ruisseau de Retjons, auch Ruisseau de Lagravette genannt.[4]

## Geschichte
Die Gemeinde Bourriot-Bergonce ging im Jahre 1906 aus den beiden Vierteln Bourriot und Bergonce  der Gemeinde Lugaut hervor.
Das Viertel La Gare zwischen Bourriot und Bergonce erinnert an die Zeit, als die Gemeinde einen Bahnhof an einem Kreuzungspunkt von zwei Eisenbahnlinien der Compagnie des chemins de fer du Midi besaß. 1893 wurde das letzte Teilstück der Strecke von Mont-de-Marsan nach Marmande eröffnet, 1904 die Strecke in Richtung Langon und 1923 in Richtung Gabarret. Schrittweise wurde der Betrieb der Beförderung von Personen und anschließend von Gütern eingestellt. Da die Demarkationslinie zwischen der besetzten und der unbesetzten Zone im Zweiten Weltkrieg sehr nahe war, wurde die Teilstrecke nach Gabarret als erste aufgegeben. 1944 wurden die Gleise von der deutschen Besatzung beschlagnahmt. Die Teilstrecke nach Marmande wurde schließlich in den 1960er Jahren, die Strecke von Mont-de-Marsan nach Langon zu Beginn der 1970er Jahre geschlossen.

### Einwohnerentwicklung
Nach der Gründung der Gemeinde im Jahr 1906 sank ihre Größe der Gemeinde bei kurzen Erholungsphasen bis zu den 1990er Jahren von initial 930 auf 305 Einwohner, bevor sich die Einwohnerzahl stabilisierte und moderat anstieg.
| Jahr      | 1962 | 1968 | 1975 | 1982 | 1990 | 1999 | 2006 | 2010 | 2022 |
| --------- | ---- | ---- | ---- | ---- | ---- | ---- | ---- | ---- | ---- |
| Einwohner | 552  | 490  | 423  | 383  | 305  | 311  | 312  | 328  | 319  |

## Sehenswürdigkeiten

### KircheSaint-Jean-de-la-Porte-Latinein Bergonce

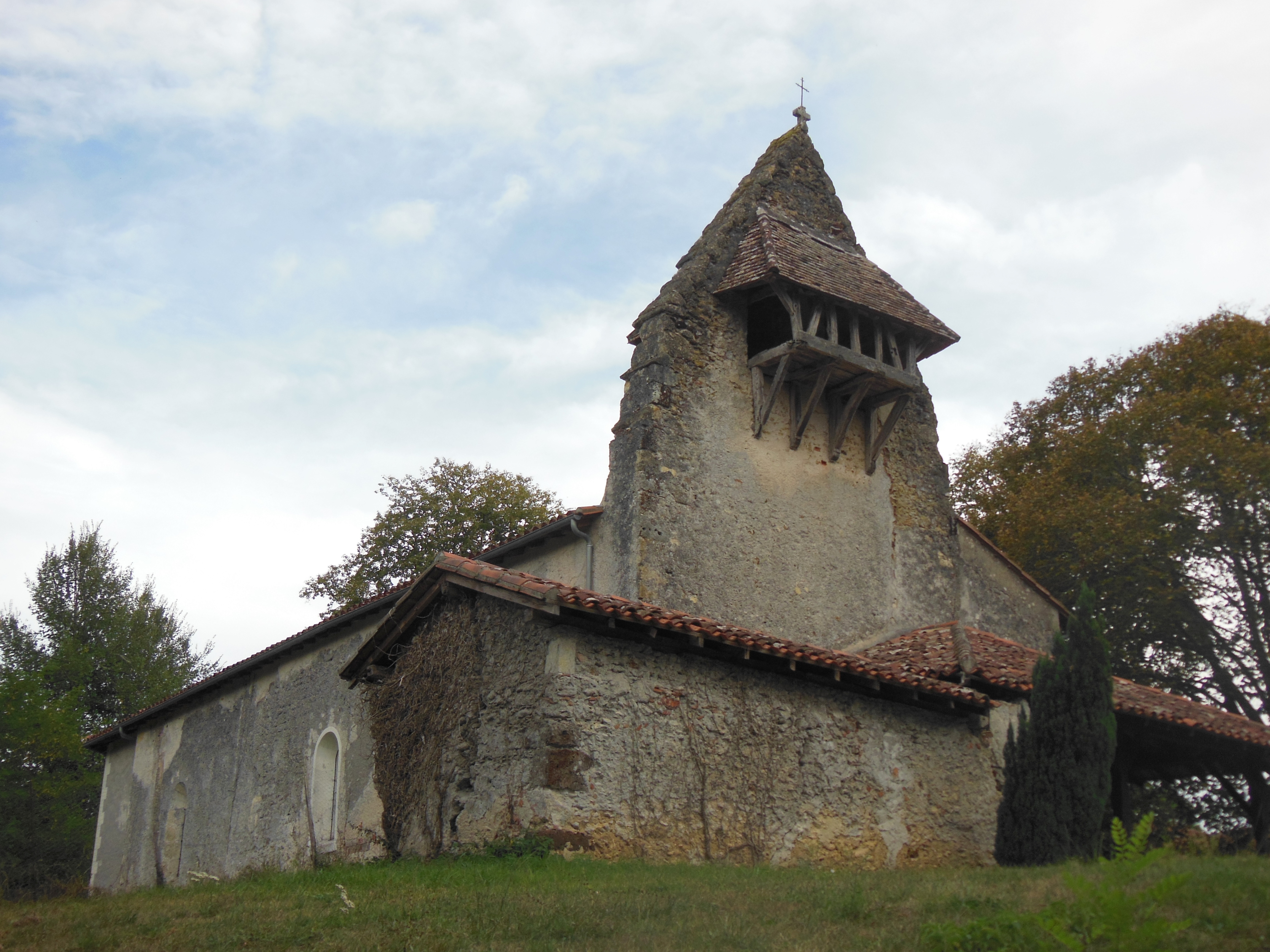
Kirche Saint-Jean-de-la-Porte-Latine in Bergonce

Sie ist dem Apostel Johannes gewidmet und stammt vermutlich im Kern aus dem 11. Jahrhundert.

### KircheSaint-Martinin Bourriot

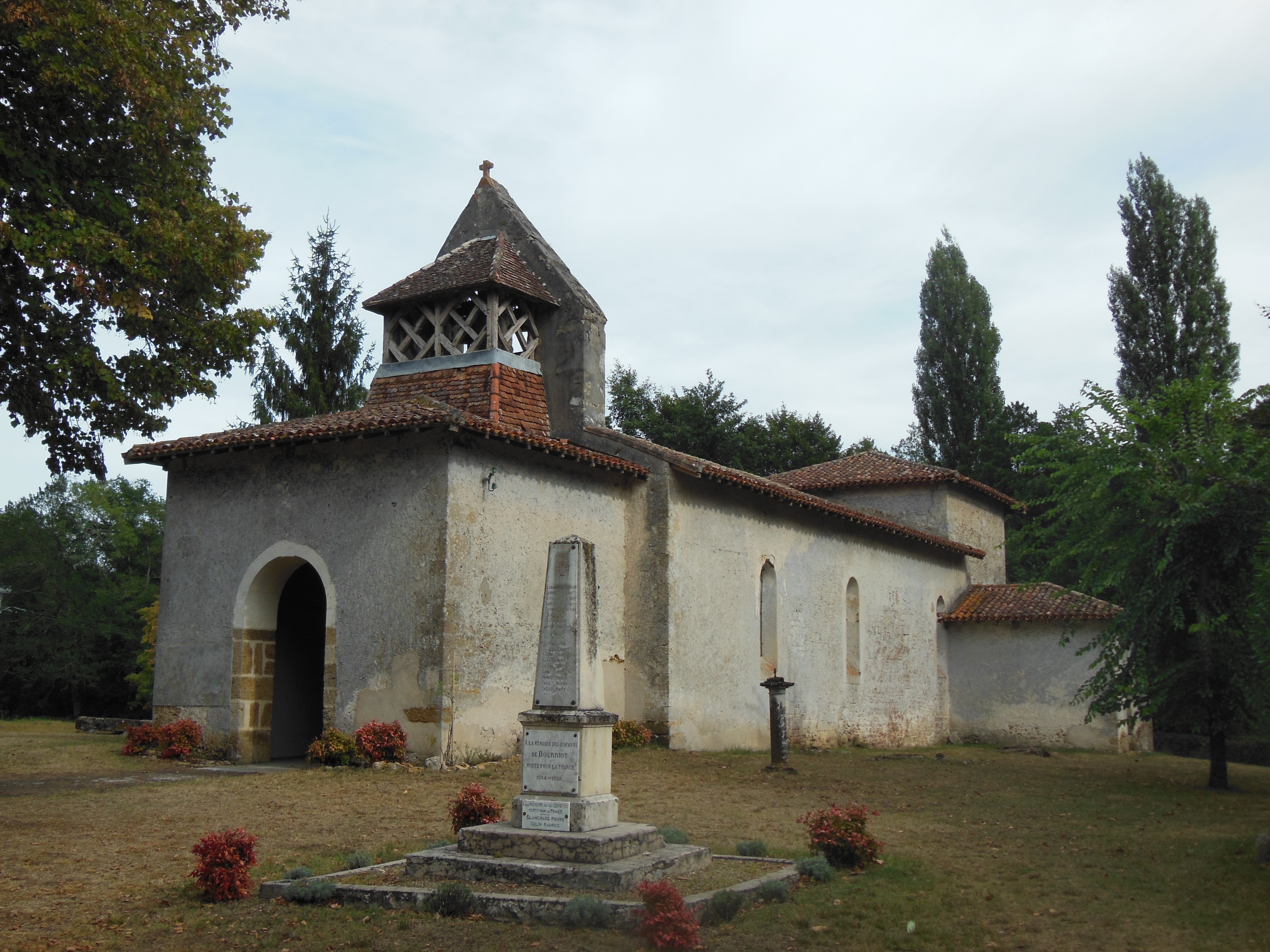
Kirche Saint-Martin in Bourriot

Ein romanisches Christusmonogramm, das auf der Westfassade wiederverwendet wurde, ist das einzige Element der einfachen, Martin von Tours geweihten Kirche, deren meisten Teile vermutlich im 13. oder zumindest ganz zu Beginn des 14. Jahrhunderts entstanden sind. Im 18. Jahrhundert wurde die Kirche umgestaltet mit der Schaffung der westlichen Tür im Jahre 1748 und möglicherweise mit der Errichtung der Vorhalle und der Sakristei. Das Langhaus wurde im gleichen Zug niedriger gemacht. Im 19. Jahrhundert wurden alle Fensteröffnungen überarbeitet. Im Süden des Langhauses ließ der Pfarrer Saint-Yors in den 1860er Jahren ein überdimensionales Kreuz aus Marmor und Gusseisen aufstellen.
Das einschiffige Langhaus wird durch die Apsis verlängert, die etwas schmaler und gleichzeitig höher als das Langhaus ist. Sie ist flach mit abgerundeten Ecken und wird an der Südseite von der Sakristei flankiert. Die Decke des Langhauses ist mit bemalten Holzschindeln bedeckt, der Chor mit einem falschen Kesselgewölbe aus Gips. Ein Glockengiebel mit drei rundbogenförmigen Öffnungen überragt die Ostfassade. Die Apsis ist mit Bruchsteinen aus Kalkstein und Garluche gemischt mit Ziegelsteinen gemauert. Die südliche Wand des Langhauses zeigt mehrfach Werksteine an den Fundamenten und Bruchsteine in dem oberen Teil.
Acht Glasfenster sind Werke des Glasmalers Louis-Victor Gesta aus Toulouse. 1865 sind die Fenster für den Chor entstanden, 1867 die Fenster für das Langhaus. Sie zeigen biblische Personen:
- Maria mit Jesuskind,
- den heiligen Martin, Schutzpatron der Kirche,
- den heiligen Blasius von Sebaste,
- den Erzengel Michael, den Drachen mit den Füßen tretend,
- die heilige Prisca von Rom, mit Märtyrerpalme,
- die heilige Anna,
- den Apostel Petrus und
- den heiligen Stephanus.

Der Großteil der Ausstattungsgegenstände scheint nach der Französischen Revolution erneuert worden, um die Zerstörungen oder die Beschädigungen zu beheben, die auch einer längeren Verwahrlosung zu schulden sind. Das Taufbecken aus dem 18. Jahrhundert bildet hierbei eine Ausnahme. Diese und viele weitere Objekte sind als nationale Kulturgüter registriert.

## Wirtschaft und Infrastruktur
Die Gemeinde ist bekannt für ihre Landwirtschaft, die seit den 1960er Jahren eine beachtliche Entwicklung aufweist. Eine Fläche von 240 Hektar wird u. a. mit dem Anbau von Mais und Kartoffeln bewirtschaftet. Der Wald, der 1949 zu einem großen Teil zerstört wurde, ist schrittweise wieder aufgeforstet worden.

### Bildung
Die Gemeinde verfügt über eine öffentliche Grundschule mit 17 Schülerinnen und Schülern im Schuljahr 2017/2018.

Logo des Jakobswegs

### Sport und Freizeit
Der Fernwanderweg GR 654 von Namur in Belgien über Vézelay nach Saint-Jean-Pied-de-Port führt durch das Zentrum von Bourriot. Er folgt der Via Lemovicensis, einem der vier Jakobswege in Frankreich.

### Verkehr
Bourriot-Bergonce ist erreichbar über die Routes départementales 24, 224 und 379.
Die Autoroute A65, genannt Autoroute de Gascogne, durchquert das Gemeindegebiet, allerdings ohne direkte Ausfahrt zum Ort. Die nächste Ausfahrt 3, die die Nachbargemeinde Captieux bedient, ist ca. 20 km vom Zentrum von Bourriot-Bergonce entfernt.